# Diplomação

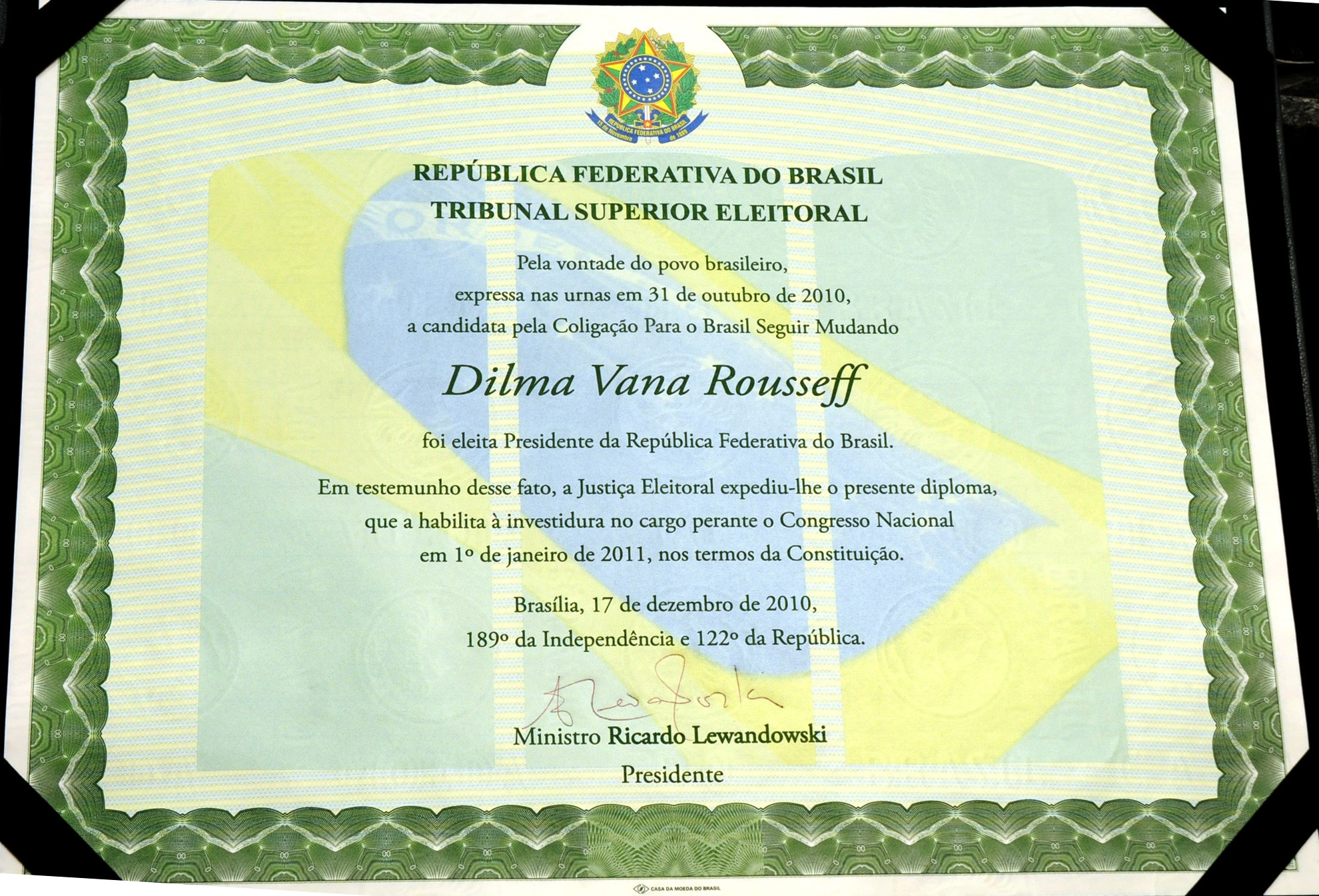
Diploma da presidente Dilma Rousseff

Diplomação é o ato pelo qual, em solenidade formal previamente marcada, os tribunais eleitorais entregam os títulos que dão os candidatos como eleitos. Realizada desde 1946, a cerimônia de diplomação cumpre a exigência do artigo 215 do Código Eleitoral brasileiro, que determina que “os candidatos eleitos, assim como os suplentes, receberão diploma assinado pelo presidente do Tribunal Superior, do Tribunal Regional ou da junta eleitoral, conforme o caso”.
É a solenidade em que é entregue ao candidato eleito do documento oficial que reconhece a validade de sua eleição.
É após esta data que começa a contar os 15 (quinze dias) para que o mandato eletivo possa ser impugnado, ante a Justiça Eleitoral, de abuso do poder econômico, corrupção ou fraude. Claro que instruída com provas da verossimilhança da alegação, pois não bastará simples afirmação. O processo correrá em segredo de justiça. Esse prazo foi instituído pela Constituição Federal no parágrafo 10 do artigo 14.
É o ato de recebimento do diploma.